# Sedemnajst provinc
Sedemnajst provinc je personalna unija vojvodin, grofij in gospostev, ki so si jih Habsburžani pridobili v obdobju 1477 -1543 na ozemlju, ki se približno pokriva z današnjim Beneluksom. Leta 1548 je dal Karel V. s pragmatično sankcijo unijo proglasiti za celoto, ki se ob dedovanju ne sme deliti.

## Nabor provinc
Mnoge od sedemnajstih provinc so bile pod skupno upravo že v času [[Vojvodina Burgundija#Vladavina burgundskih vojvod iz rodbine Valoijskih (1363-1477)|vojvodine Burgundije]]. Burgundski vojvode iz rodbine Valoijskih so do leta 1477 sistematično širili svojo državo s tem, da so na različne načine pridobivali sosednja zemljišča, med njimi tudi mnoge posesti v Nizozemskih deželah. Zadnja iz družine, Marija Burgundska, se je leta 1477 poročila z bodočim cesarjem Svetega rimskega cesarstva Maksimilijanom I., s čimer so nizozemske province prišle pod Habsburžane. Maksimilijanov vnuk Karel V. je do leta 1543 pridobil še Frizijo, Utrecht, Overijssel, Groningen in Gelderland in unijo leta 1548 dal proglasiti za nedeljivo celoto.
Province so bile po velikosti, naseljenosti in gospodarski moči med seboj zelo različne. V obdobju 1540-1548 so npr. tri najmočnejše province za davke prispevale 75 % denarja (Flandrija 33,8 %, Brabant 28,75 %, Holandija 12,69 %). Po velikosti prispevkov so sledile Artois 5,65 %, Hainaut 5,47 %, Zeeland 4,37 %, mesta Lille, Douai, Orchies skupaj 3,29 %, Gelderland 1,14 %, Tournai in Tournaisis 0,93 %, Namur 0,90 %, Frizija 0,59 %, Overijssel z Drenthe 0,55 % itn. Province so o davkih razpravljale v zvezni skupščini (staten-generaal), ki jo je Karel V. omejil na 17 delegacij, tako da so nekatere najmanjše dežele (gospostva) zastopale skupne delegacije ali pa je njihovo zastopstvo prevzela kaka večja provinca. Vsekakor se je združevanje v province s časom nekoliko spreminjalo, zato se podrobnosti v različnih virih med seboj nekoliko razlikujejo.
Na zemljevidu desno zgoraj so prikazane in s številkami označene naslednje province:
1. grofija Artois
2. grofija Flandrija, vključno mestne grofije Lille, Douai, Orchies ter gospostvi Tournai in Tournaisis
3. gospostvo Mechelen
4. grofija Namur
5. grofija Hainaut
6. grofija Zeeland
7. grofija Holandija
8. vojvodina Brabant, vključno mejna grofija Antwerpen, grofiji Leuven in Bruselj ter opatiji Nivelles in Gembloux
9. vojvodina Limburg, vključno grofiji Dalhem in Valkenburg ter gospostvo Herzogenrath
10. vojvodina Luksemburg
11. knezoškofija (kasneje gospostvo) Utrecht
12. gospostvo Frizija
13. vojvodina Gelderland in grofija Zutphen
14. gospostvo Groningen
15. Ommeland (dežele, ki obkrožajo mesto Groningen)
16. gospostva Drenthe, Lingen, Wedde in Westerwolde
17. gospostvo Overijssel

Province so obkrožale tudi nekatera ozemlja, ki niso bila habsburška last. Največja med temi je bila knežja škofija Liège, ki je na zemljevidu desno zgoraj označena zeleno.
Province so bile po nastanku večinoma fevdi Svetega rimskega cesarstva. Grofiji Flandrija in Artois sta bili izvorno fevda francoske krone in sta bila cesarstvu prepuščena z mirom v Cambraiu leta 1529.
Potem ko se je Karel V. leta 1556 odpovedal prestolu, so province prišle pod oblast njegovega sina španskega kralja Filipa II. Ta je uvajal vse bolj nasilne metode centralizacije in z inkvizicijo preganjal protestantizem, kar je pripeljalo do upora in osemdesetletne vojne za osvoboditev izpod španske nadoblasti. Končno je 7 severnih provinc (Holandija, Zelandija, Utrecht, Gelderland, Overijssel, Frizija, Groningen z Ommeland in Drenthe) priborilo neodvisnost in ustanovilo Republiko Nizozemsko. Z vestfalskim mirom so leta 1648 Republiki pripadli tudi severni deli provinc Flandrija, Brabant, Limburg, ki jih je Republika osvojila med osemdesetletno vojno. Južne province so tedaj ostale pod Španijo in jih poznamo kot Južna ali Španska Nizozemska.

## Zgodovina habsburškega pridobivanja provinc
V januarju 1477 je v bitki pred Nancyjem padel zadnji burgundski vojvoda Karel Drzni. Na Nizozemskem ni bil priljubljen zaradi nasilnih, premočrtnih metod uvajanja centralizacije s pomočjo zvestih pristašev, navadno tujcev, v deželo, ki je od nekdaj imela zelo decentralizirano, večnivojsko upravljanje.

### Vladanje Marije Burgundske (1477 - 1482)
Takoj po smrti Karla Drznega je del njegovega ozemlja, sestavljenega iz številnih vojvodstev, grofij in gospostev, ki ga poznamo kot vojvodina Burgundija v širšem smislu, zasedel francoski kralj Ludvik XI. Na preostalem delu se je morala Karlova naslednica, hči Marija Burgundska, soočiti s hudo opozicijo in upori z vseh strani. Glavnina upora je bila v flandrijskih mestih Brugge in Gent. Tri tedne po očetovi smrti je bila prisiljena pristati na tako imenovane velike privilegije, listino, ki je skupščini burgundske Nizozemske (staten-generaal) dala pravico, da se je sestajala na lastno pobudo, in ki je vladarju drastično zmanjšala pooblastila, med drugimi pravico odmerjanja davkov in sklicevanja vojske brez pristanka provinc. Grofiji Holandija in Zelandija nista bili zadovoljni s povečevanjem vloge staten-generaal in sta pri Mariji izposlovali še eno listino, specifično za Holandijo in Zelandijo, ki je vsebovala tudi zahtevo, da se iz važnih administrativnih in pravnih položajev v provincah izločijo vsi tujci (nanašalo se je predvsem na Flamce in Brabantce) in da se kot uradni jezik vpelje, namesto dotedanje francoščine, nizozemščina.

### Vladanje Maksimilijana I. Habsburškega (1482 - 1493)
Marija se je avgusta 1477 poročila s prestolonaslednikom Svetega rimskega cesarstva Maksimilijanom. Ta je po Marijini smrti 1482 prevzel regentstvo v imenu Marijinega in svojega sina Filipa. Od vsega začetka si je prizadeval obiti privilegije iz leta 1477. Na vodilna mesta je nastavljal plemiče in bogate meščane, ki so se izkazali vladarju poslušni že v burgundskih časih. Proti volji flandrijske opozicije je vodil politiko nepretrganega konflikta s Francijo.
Leta 1487 je v Flandriji ponovno izbruhnil obsežen upor. Cehi iz Brugge-a so iskali pomoč pri Francozih. Cesar Friderik III. je z nemškimi četami upor zadušil, kar pa ni prineslo miru, ampak je, nasprotno, nizozemski upor samo še razplamtelo. Spopadi v Brabantu in v Holandiji so se nadaljevali vse do leta 1492, ko je v juliju Albreht Savojski, Maksimilijanov zvesti vojaški poveljnik, zavzel Gent in v septembru še Senlis.
V vojvodini Gelderland je leta 1491 Karel van Egmond, potomec nekdanjih vojvod Gelderlanda, s pomočjo Francozov dvignil protihabsburški upor. S podporo mest in nižjega plemstva je uspel in skupščina Gelderlanda ga je priznala za vojvodo.

### Vladanje Filipa Lepega in regentstvo Margarete Avstrijske (1493 - 1515)
Avgusta 1493 je Maksimilijan, po smrti očeta, postal cesar Svetega rimskega cesarstva. Vladanje na Nizozemskem je prepustil petnajstletnemu sinu Filipu Lepemu in dosegel, da je ob Filipovem ustoličenju nizozemska skupščina proglasila privilegije iz leta 1477 za nične. Kljub temu so bili nizozemski veljaki z novim položajem zadovoljni. Vedeli so, da bo neizkušeni mladenič lahko vladal le z njihovo pomočjo in računali, da bo odslej manj vsiljevanja upravnega osebja od zunaj, manj tekmovalnosti s Francijo in manj trošenja nizozemskega denarja za cilje, ki so bili malo ali nič povezani z Nizozemsko. Ker je bila Francija v naslednjih desetletjih polno zaposlena z vojnami v Italiji, je bilo vladanje Filipa Lepega (1493-1506) in ˙(po njegovi smrti) namestništvo Filipove sestre (v imenu nečaka Karla) Margarete Avstrijske (1506-1515) dejansko obdobje stabilnosti in relativne harmonije na Nizozemskem, posebno v njenem južnem delu.
Vendar so večje napetosti ostale. Habsburžani so še naprej krepili centralizacijo. Leta 1504 so obnovili veliki svet (grote raad) v Mechelnu kot najvišje sodno telo. Lokalna in civilna avtonomija je počasi kopnela. Zmanjševal se je vpliv cehov, ki so bili v Flandriji nekoč jedro upora proti Maksimilijanu.
V severni Nizozemski (severno od velikih rek Maas in Waal) se je pojavljala glavnina napetosti med habsburškima grofijama Holandijo in Zelandijo na eni in severnejšimi in vzhodnejšimi, nehabsburškimi deželami na drugi strani. V letih 1504-05 je poskusil Filip Lepi osvojiti Gelderland, a ni uspel. Nemirna je bila tudi Frizija. Od leta 1498 je bil upravnik Frizije in Groningena Albreht Savojski (ki ga je Maksimilijan za zasluge naredil za vazala cesarstva). Leta 1500 ga je nasledil sin Jurij, ki je ustanovil upravo (dvor) po zgledu Holandije in Zelandije. Pri tem je v Groningenu naletel na odpor političnih nasprotnikov, ki so ga leta 1506 (po Filipovem neuspehu v Gelderlandu) iz Groningena pregnali. Ponovno je bil premagan leta 1514, ko je meščanom Groningena pomagal Karel van Egmond, ki je med tem postal vodja protihabsburškega upora na severu. Ta ni le podprl Groningena, ampak je zavzel tudi večji del Frizije in Ommeland. Jurij je ocenil, da je njegov položaj nevzdržen in je predal svoje pravice do Frizije in Groningena Karlu, sinu Filipa Lepega.

### Čas cesarja Karla V. Zaokrožitev habsburške Nizozemske (1515 - 1555)
Karel je bil januarja 1515 pred skupščino v Bruslju proglašen za vladarja habsburške Nizozemske. S Holandskim denarjem je zbral vojsko in skušal zavzeti Frizijo in Groningen. A posrečilo se mu ju je zavzeti le deloma, ko je leta 1516 umrl njegov ded po materini strani, Ferdinand II. Aragonski in Karel ga je nasledil na španskem prestolu. Preplavile so ga dolžnosti vladanja Španiji in težave s Francijo. Reševanje problemov severne Nizozemske je prepustil stadhoulderjem (kraljevim namestnikom v provincah) in najmočnejši provinci na severu, Holandiji. Leta 1517 je ponovno postala glavna kraljeva namestnica na Nizozemskem njegova teta Margareta Avstrijska (od njene smrti leta 1531 pa Karlova sestra Marija Madžarska). Leta 1519 je Karel po smrti deda Maksimiljana I. prevzel še krono Svetega rimskega cesarstva, kot cesar Karel V.
Povezavo z Gelderlandom so Frizijci na začetku razumeli kot obrambo svobode in umik pred davki, ki so jih uvajali Habsburžani. Ko pa so se vpadi in nemiri, ki so prihajali iz Gelderlanda, nadaljevali, je v večini prebivalstva dozorevalo spoznanja, da je važnejši od svobode mir, ki pa ga lahko zagotovijo edino Habsburžani. Enako so čutili tudi Holandci, ki jih je vznemirjalo ropanje trgovskih ladij na Zuidersee in vpadi na njihovo ozemlje vse do obzidja Amsterdama. V letih 1521-23 je holandska skupščina namenila velike vsote denarja za vojsko, s katero je v imenu Karla V. zavzela Frizijo. Po izgubi Frizije je postal položaj Karla van Egmonda zelo negotov tudi v drugih severovzhodnih deželah (Groningen, Ommeland, Drente, Overijssel), kjer so tlela neprestana notranjepolitična trenja.
Odločilna za nadaljnji razplet dogodkov na severovzhodu je bila smrt (1524) knezoškofa Filipa Burgundskega, ki je imel knežje pravice v Utrechtu in Overijssel. Njegovemu nasledniku so se uprli utrechtski cehi in zavzeli mestno oblast. Ko so oblast spet osvojili škofovi pristaši, je cehom (na vzpodbudo francoskega kralja Franca I.) priskočil na pomoč Karel van Egmond. Zavzel je Utrecht in Overijssel, kar pa je bila njegova velika napaka. Mesta in plemiči v Overijssel so se raje podredili cesarju kot gelderlandskemu vojvodi. Knezoškof ni videl možnosti za obnovo svoje oblasti in je predal svoje knežje pravice cesarju, skupščina province Overijssel pa je v januarju 1528 priznala cesarja kot suverena. Za uveljavitev cesarjevih pravic je spet poskrbela holandska skupščina. Najela je 3500 vojakov, ki so v oktobru 1528 zavzeli Utrecht. Karel van Egmond je s kapitulacijo priznal suverenost Karla V. v Utrechtu in Overijssel, sam pa je ostal suveren v deželah Gelderland, Groningen in Drente. 
Z vključitvijo Utrechta med habsburške dežele, ki jo je potrdil tudi papež Klemen VII., se je položaj Habsburžanov na nizozemskem severu močno okrepil. Holandci so pričakovali, da bodo njihove zasluge pri osvajanju severa upoštevane z udeležbo pri upravljanju. A Karel ni ustregel njihovi želji, da bi upravljanje Utrechta podredil oblasti (dvoru) v Haagu, ampak je v Utrechtu ustanovil nov dvor. Holandcem je šel na roko le s tem, da je v Utrechtu postavil istega stadhoulderja kot v Holandiji in Zelandiji in da je za utrechtskega škofa imenoval holandskega plemiča.
Holandci niso le financirali Habsburžanom osvajanje severa, ampak so tudi sami urejali svoje odnose z Lübeckom in Dansko-Norveško in zagotavljali varnost svojemu ribiškemu in trgovskemu ladjevju na Baltiku.
Medtem so se notranji nemiri na severu nadaljevali in leta 1536 se je tudi skupščina Groningena odločila končati jih s tem, da se podredi Habsburžanom. Stadhoulder v Friziji, Schenck von Tautenburg je v bitki pri Heiligerlee premagal sile vojvode Karla in zavzel Groningen, Ommeland in Drenthe ter obmejno ozemlje Westerwolde, katerega mu je Karel V. dodelil kot osebni fevd, ki je s tem ostal del habsburške Nizozemske, vendar zunaj province Groningen. Vojvodi Karlu je ostal le še Gelderland.
Karel van Egmond je leta 1538 umrl brez dedičev. Naslednje leto ga je nasledil Viljem, suveren v vojvodinah Jülich, Cleves, Berg in grofiji Mark. Skupaj z vojvodino Gelderland je združil pod svojo oblastjo razmeroma veliko ozemlje, vrinjeno med Nizozemsko in Nemčijo. Leta 1541 je prestopil v luterantsko vero in se povezal z nemškimi protestanti, s Karlu V. nasprotno šmalkaldensko zvezo, s Francijo in Dansko. Ko je Viljemov vojskovodja Maarten van Rossum zavzel Amersfoort v Utrechtu, je Karel V. ocenil, da je neodvisnost Gelderlanda prevelika grožnja, da bi jo bilo mogoče še naprej trpeti. Z nemško vojsko je prodrl ob Renu proti severu, premagal nasprotnika in ga prisilil, da se je v septembru 1543 z mirom v Venlu odrekel suverenosti nad Gelderlandom.
Združevanje habsburške Nizozemske je bilo s tem zaključeno. V letu 1548 sta nizozemska skupščina in državni zbor (Reichstag) Svetega rimskega cesarstva objavila tako imenovano pragmatično sankcijo, s katero sta priznala habsburško Nizozemsko kot ozemeljsko celoto, ki se pri prenosu na cesarjevega dediča in na naslednje dediče ne sme deliti. Pragmatično sankcijo so v naslednjem letu potrdile skupščine vseh sedemnajstih provinc. Združitev pod habsburško oblastjo je severovzhodnim provincam prineslo več miru in pravnega reda.
V tridesetih letih šestnajstega stoletja pa je začel v deželo prodirati protestantizem v različnih oblikah. Ta je prodiral v vse družbene sloje, najprej pa med tekstilne delavci v Flandriji. Pojavila so se nova verska, socialna in politična nasprotja, ki so, zlasti potem ko je vladanje v Španiji prevzel Filip II., pripeljala do nizozemske osamosvojitvene vojne in odcepitve Republike Nizozemske.

## Institucije v habsburški Nizozemski
Leta 1531 je cesar v Bruslju ustanovil državni svet, finančni svet in tajni svet. Državni svet je poleg predsednika sestavljalo dvanajst veljakov, v glavnem bogatašev iz južnih provinc. Tajni svet je bil sestavljen iz šolanih uradnikov in pravnikov (med njimi so bili tudi tujci) in je skrbel za tekoče zadeve. Najvišja sodna oblast je bil veliki svet (grote raad) v Michelenu.
Pristojnosti kralja so v provincah opravljali stadhoulderji (kraljevi namestniki), navadno so bili trije, eden za Holandijo, Zelandijo, Utrecht in Groningen, drugi za Flandrijo, Valonsko Flandrijo in Artois, tretji za Frizijo, Groningen, Drente in Overijssel.
Vsaka provinca je imela svojo deželno oblast (dvor) s političnimi, fiskalnimi in pravnimi pristojnostmi. V petnajstem stoletju je bila tam večina uradnikov še vedno plemičev, kar je veljalo tudi za holandski dvor, ki je pokrival tudi Zelandijo. V začetku šestnajstega stoletja pa so tudi tam začenjali zaposlovati vse več profesionalcev.
Zelo razvejano je bilo upravljanje mest, upravljanje podeželja ter upravljanje izsuševalnih in proti-poplavnih sistemov, ki je tudi zahtevalo centralno vodenje. Na podeželju so imeli glavno besedo plemiči. Mesta so vodili mestni sveti z župani na čelu. V njih so prevladovali bogati meščani, ki so se že izkazali v poslu in imeli dovolj časa za delo za skupnost. S časom se je izoblikoval poseben družbeni sloj, tako imenovani regenti, ki so imeli od funkcij tudi koristi in so bili navadno pripravljeni sodelovati z vladarjem.
Zanimivo je, da so se s centralizacijo krepile tudi skupščine provinc (staten), ki so imele nalogo, da so delež davkov, ki je odpadel na provinco, razdelile naprej med mesta in druge zavezance. Potem ko je bil Gent po uporu 1539-40 kaznovan z odvzemom privilegijev, so mesta in province raje sodelovale z vladarjem, kot da bi se upirale.
Zvezna skupščina (staten-generaal), v kateri je imelo predstavnike vseh sedemnajst glavnih provinc, se je po kronanju Filipa Lepega sestajala spet samo na sklic vladarja. V glavnem je služila istočasnemu komuniciranju s skupščinami provinc, pripombam k vladarjevim predlogom in razpravam o delitvi davčnih obveznosti. 

## Gospodarstvo
V petnajstem stoletju je bila južna Nizozemska ob severni Italiji gospodarsko in kulturno najbolj razvita in ena najbolj naseljenih področij Evrope. Brugge je bil mednarodno trgovsko središče, ki je izmenjavalo pridelke in dobrine s sredozemskimi državami. Proizvodnja tekstila v brabantskih in flandrijskih mestih je bila na zelo visokem nivoju. Manj kvalitetna proizvodnja se je selila na flandrijsko podeželje, kjer je bilo veliko delavcev brez lastnega imetja. V osemdesetih letih petnajstega stoletja je Brugge preživljal politično krizo in težišče trgovine se je selilo v Antwerpen, ki je bil odprt za novo kolonialno trgovino in bančništvo. Na področju škofije Liège je bilo pomembno premogovništvo in pridobivanje kovin.
Severno od velikih rek (Maas in Waal) je bila pokrajina manj naseljena. Najbolj razvita je bila Holandija. Rečne naplavine so bile tam zelo rodovitne in ograjevanje zemljišč z nasipi in izsuševanje je bilo v porastu že od 13. stoletja. Holandija se je v glavnem preživljala z ribištvom, izvozom soljenih lososov, poljedelstvom, živinorejo, ladjedelništvom in ladijskimi prevozi. Večina prebivalstva je živela v mestih, zunaj mest se je veliko revnih preživljalo z vzdrževanjem vodnih sistemov. Z juga je prodirala tekstilna obrt, pomembna je bila proizvodnja piva. Province severno in vzhodno od Holandije so bile pretežno poljedelske, s slabo zemljo (ki ni bila naplavina rek), temu ustrezno zelo redko naseljene in gospodarsko slabo razvite.
Južna Nizozemska se je že iz burgundskih časov odlikovala po množici umetnikov in umetniških izdelkov. Najbolj so poznani flamsko slikarstvo, tapiserije, umetniški izdelki iz rezljanega lesa, čipke, draguljarski izdelki in modna oblačila.

## Duhovna in verska gibanja
Katoliška cerkev je bila ob habsburškem prevzemu oblasti organizirana dokaj nesmotrno. Med vsega petimi škofijami so bile štiri na južnem, francosko govorečem področju (Arras, Cambrai, Tournai in Liège). Organizacija je bila zlasti rahla na severu, ki ga je pokrivala škofija v Utrechtu, za vzhodne obmejne pokrajine pa je skrbela škofija v Münstru. Karel V. je na to papeža opozarjal, a brez odziva. Čeprav je bila Cerkev bogata, je med prebivalstvom vse bolj izgubljala na ugledu.
Na severovzhodu, v mestih ob reki IJssel, se je že v 14. stoletju začelo razvijati religiozno in izobraževalno gibanje devotio moderna, ki je doseglo višek sredi 15. stoletja v času blagostanja burgundskega vojvode Filipa Dobrega, in je pripeljalo do (za tisti čas) neobičajne razširjenosti knjižnic in šolstva. V sedemdesetih in osemdesetih letih (petnajstega stoletja) je cistercijanska opatija Aduard severno od mesta Groningen postala center intenzivnega proučevanja antičnih spisov, klasične latinščine in grščine. K temu jih je spodbudil Rodolphus Agricola, ki je nekaj časa preživel v severni Italiji in postal utemeljitelj severnoevropskega humanizma. Na latinski šoli v Deventru, zibelki nizozemskega humanizma, je njegova predavanja poslušal tudi Erazem Rotterdamski, ki se je tu šolal v letih 1475-84. Okrog leta 1500 je bil Deventer vodilni center humanističnega tiska v Evropi. Humanizem se je od tod počasi širil proti zahodu in jugu. Pionir humanizma v Holandiji je bil Cornelius Aurelius (1460-1531), menih iz Goude, kasnejši avtor mita o Batavijcih kot prednikih Holandcev (ki ga je izpeljal iz Tacitovih spisov). Višek je nizozemski humanizem dosegel v delih Erazma Rotterdamskega. Ta je kritiziral duhovno stanje tedanje katoliške cerkve, želel si je reform znotraj nje, ni pa želel prekiniti z njo. Zagovarjal je tolerantnost. Njegov vpliv na Nizozemskem je vodil v smer nedogmatičnega, prikritega protestantizma.
Odtujevanje katoliški cerkvi se je močno pospešilo s prihodom (1518-19) Lutrovih spisov o moralni in religiozni dekadenci cerkve in s preusmeritvijo pozornosti v evangelij. Ob razvitem tiskarstvu so se Lutrovi nauki hitro širili. Karel V. je organiziral javne požige knjig in za kršitelje vpeljal tudi inkvizicijo (prva usmrtitev v Bruslju 1523, v Holandiji 1525, Friziji 1530). Strah je širitev protestantizma upočasnil, ni pa ga mogel zaustaviti. Kljub širokemu zanimanju za Lutrove knjige ni prišlo do večjih organiziranih združevanj, tudi zato ne, ker je Luter tajno združevanje sam prepovedal. Univerza v Leuvenu (ustanovljena 1425, od 1517 so poučevali latinščino, grščino in hebrejščino) je že leta 1520 obsodila Lutrove teze. Erazmu se je zdel njegov reformizem preradikalen.
Po letu 1530 so v nizozemsko življenje vnesli nemir anabaptisti, ki so verjeli v bližnji prihod Kristusa. S fanatizmom in pripravljenostjo žrtvovati se za svoje prepričanje, so naredili vtis na preproste ljudi. Čeprav zelo maloštevilni, so bili edini neprikriti predstavniki nizozemske reformacije v obdobju do 1560, ko je njihovo vlogo prevzel kalvinizem.
Stotine anabaptistov iz Holandije, Frizije in okolice Maastrichta so se leta 1534 odpravile na pohod (z orožjem in družinami) v Münster v Vestfaliji, kjer so skupaj z lokalnimi anabaptisti zavzeli oblast z namenom, da pomagajo zgraditi Novi Jeruzalem. Medtem ko so se obkoljeni osemnajst mesecev branili, so sledili ekscesi in upori anabaptistov še drugod po Nizozemskem. Oblasti so se odzvale z mučenji in eksekucijami, moške so obešali, ženske utapljali. Spirala nasilja se je stopnjevala do padca obleganega Münstra, ko je gibanje razpadlo na več frakcij. Preživela je le miroljubna frakcija menonitov, ki so se zavzemali za skromno in ponižno krščansko življenje po vzoru Kristusa. Vendar so bil tudi ti neusmiljeno preganjani. Njihov vodja, Menno Simons (1496-1561), ki je napisal več knjig v nizozemščini, se je skrival in nazadnje zbežal v Nemčijo.
Sredi 16. stoletja, pred prihodom kalvinizma v šestdesetih letih, je habsburška oblast neomajno podpirala katolicizem. V družbi je bila podpora katolištvu v glavnem slaba, razen v valonskih provincah na jugu in francosko govorečem delu škofije Liège, ki so bile manj podvržene protestantskemu tisku in kjer je zgodnja reformacija imela manjši vpliv. V nizozemsko govorečih delih in sosednjih predelih Nemčije, kjer znatnejše preganjanje zaradi oddaljenosti ni bilo možno, je bil povsod razširjen protestantizem v različnih odtenkih.